# Miloš Jakeš

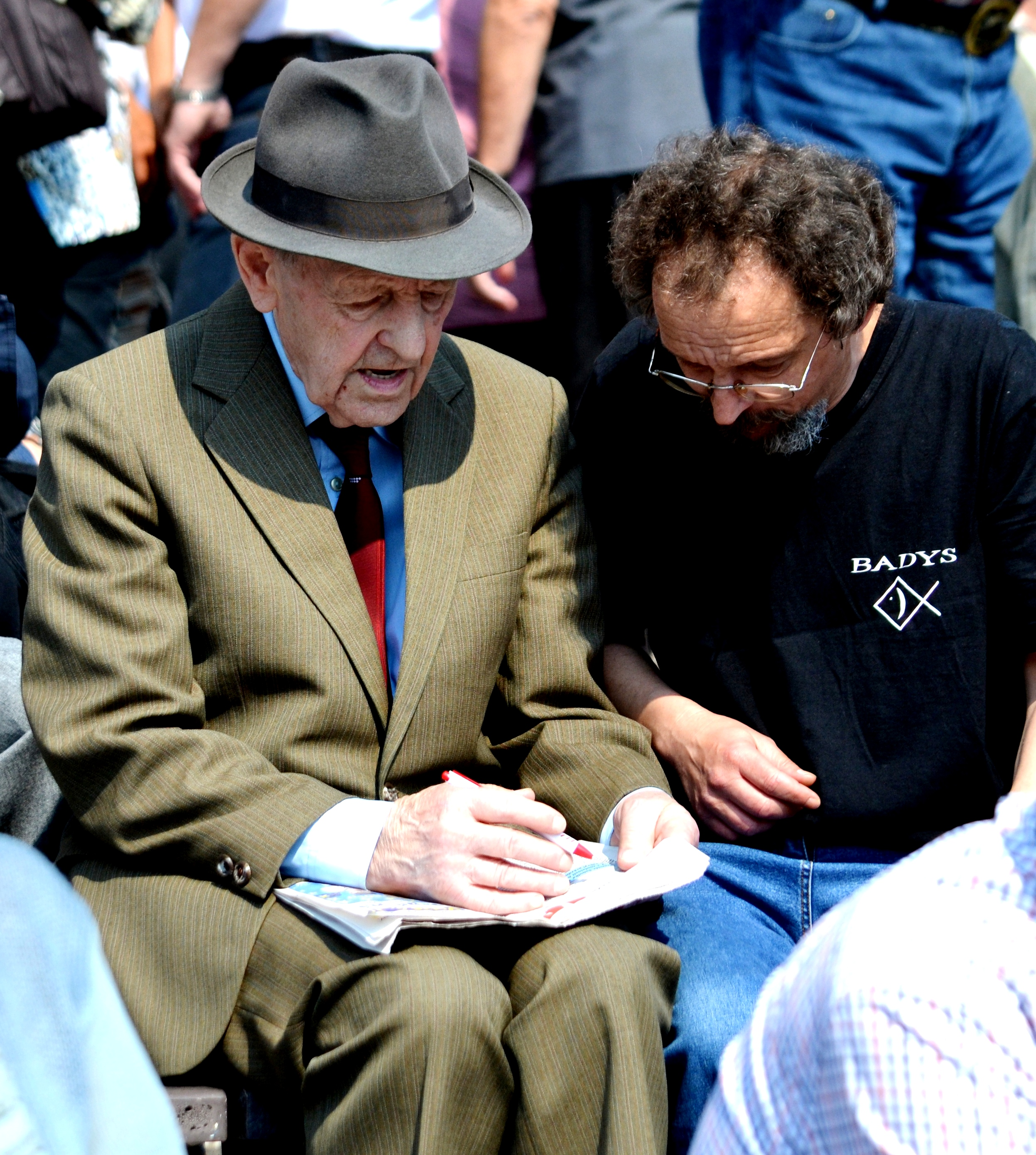
Miloš Jakeš podczas obchodów Święta Pracy w Pradze w 2014

Miloš Jakeš (ur. 12 sierpnia 1922 w České Chalupy, zm. 10 lipca 2020 w Pradze) – czechosłowacki polityk komunistyczny. W latach 1987–1989 sekretarz generalny Komunistycznej Partii Czechosłowacji.

## Życiorys
Z wykształcenia inżynier elektryk, a w latach 1955–1958 studiował w Moskwie.
Urodził się w biednej rodzinie cieśli i drobnych rolników. Od 1937 pracował jako monter w przedsiębiorstwie Bata w Zlinie, gdzie uczęszczał również do Wyższej Przemysłowej Szkoły Elektrotechniki. W 1944 ukończył ją z wyróżnieniem. W 1945 został członkiem Komunistycznej Partii Czechosłowacji.
W 1968 poparł pomoc wojsk Układu Warszawskiego i ich interwencję w Czechosłowacji, a następnie po upadku praskiej wiosny – jako szef centralnej komisji kontroli partyjnej nadzorował czystki wśród partyjnych reformatorów. Od 1981 był członkiem Biura Politycznego Komitetu Centralnego KSČ. 17 grudnia 1987 został wybrany sekretarzem generalnym KSČ. 24 listopada 1989 w wyniku aksamitnej rewolucji ustąpił z zajmowanego stanowiska, choć jeszcze trzy dni wcześniej w wystąpieniu telewizyjnym wykluczył możliwość dialogu z opozycją (od kilku dni trwały demonstracje, które zostały zaatakowane przez siły porządkowe) i potępił tych wszystkich, którzy manipulując młodzieżą i środowiskami kulturalnymi usiłują wygrać własne interesy, wymierzone przeciw socjalizmowi i przebudowie.

## Ordery i odznaczenia
- Order Klementa Gottwalda (1982)[8]
- Order 25 lutego 1948 (1949)
- Order Pracy (1958)[9]
- Order Republiki (1973)
- Order Zwycięskiego Lutego (1973)
- Złota Gwiazda Bohatera Pracy Socjalistycznej (1982)
- Order Rewolucji Październikowej (ZSRR, 1982)